# Come fossi andato via
Come fossi andato via è un singolo del rapper italiano Tredici Pietro, pubblicato come primo estratto dal suo primo album Solito posto, soliti guai.

## Tracce
Testi di Pietro Morandi, musiche di Paolo Serracane.
1. Come fossi andato via – 3:05